# Mistrzostwa Świata w Snowboardzie 1997
Mistrzostwa Świata w Snowboardzie 1997 były to drugie w historii mistrzostwa świata w snowboardzie. Odbyły się we włoskiej miejscowości San Candido w dniach 21-26 stycznia 1997 r.

## Wyniki

### Mężczyźni

#### Snowboardcross
- Data: 26 stycznia 1997

| Medal | Zawodnik            | Narodowość        |
| ----- | ------------------- | ----------------- |
|       | Helmut Pramstaller  | Austria           |
|       | Klaus Sammer        | Austria           |
|       | Jakob Bergstedt     | Szwecja           |
| 4     | Ben Wainwright      | Kanada            |
| 5     | Rob Kingwill        | Stany Zjednoczone |
| 6     | Manuel Mendoza      | Stany Zjednoczone |
| 7     | Alex Voyat          | Włochy            |
| 8     | Richard Richardsson | Szwecja           |

#### Slalom gigant
- Data: 22 stycznia 1997

| Medal | Zawodnik         | Narodowość        |
| ----- | ---------------- | ----------------- |
|       | Thomas Prugger   | Włochy            |
|       | Mike Jacoby      | Stany Zjednoczone |
|       | Ian Price        | Stany Zjednoczone |
| 4     | Mathieu Bozzetto | Francja           |
| 5     | Nicolas Conte    | Francja           |
| 6     | Peter Pechhacker | Austria           |
| 7     | Mike Kildevæld   | Dania             |
| 8     | Jeff Greenwood   | Stany Zjednoczone |
| ...   |                  |                   |
| 53    | Grzegorz Jękot   | Polska            |
| 54    | Wojciech Pająk   | Polska            |
| 57    | Andrzej Kaim     | Polska            |

#### Slalom równoległy
- Data: 25 stycznia 1997

| Medal | Zawodnik           | Narodowość        |
| ----- | ------------------ | ----------------- |
|       | Mike Jacoby        | Stany Zjednoczone |
|       | Elmar Messner      | Włochy            |
|       | Bernd Kroschewski  | Niemcy            |
| 4     | Ulf Maard          | Szwecja           |
| 5     | Anton Pogue        | Stany Zjednoczone |
| 6     | Dieter Moherndl    | Niemcy            |
| 7     | Helmut Pramstaller | Austria           |
| 8     | Harald Walder      | Austria           |

#### Slalom
- Data: 23 stycznia 1997

| Medal | Zawodnik            | Narodowość        |
| ----- | ------------------- | ----------------- |
|       | Bernd Kroschewski   | Niemcy            |
|       | Dieter Moherndl     | Niemcy            |
|       | Anton Pogue         | Stany Zjednoczone |
| 4     | Richard Richardsson | Szwecja           |
| 5     | Peter Pichler       | Włochy            |
| 6     | Thomas Prugger      | Włochy            |
| 7     | Karl Frenademez     | Włochy            |
| 8     | Helmut Pramstaller  | Austria           |

#### Halfpipe
- Data: 24 stycznia 1997

| Medal | Zawodnik             | Narodowość        |
| ----- | -------------------- | ----------------- |
|       | Fabien Rohrer        | Szwajcaria        |
|       | Markus Hurme         | Finlandia         |
|       | Roger Hjelmstadstuen | Norwegia          |
| 4     | Bertrand Denervaud   | Szwajcaria        |
| 5     | Sergio Bartrina      | Hiszpania         |
| 6     | Dan Smith            | Stany Zjednoczone |
| 7     | Sami Hyry            | Finlandia         |
| 8     | Aleksi Litovaara     | Finlandia         |
| ...   |                      |                   |
| 43    | Wojciech Pająk       | Polska            |
| 47    | Piotr Starowicz      | Polska            |
| 54    | Grzegorz Jękot       | Polska            |
| 55    | Andrzej Kaim         | Polska            |

### Kobiety

#### Snowboardcross
- Data: 26 stycznia 1997

| Medal | Zawodniczka               | Narodowość |
| ----- | ------------------------- | ---------- |
|       | Karine Ruby               | Francja    |
|       | Manuela Riegler           | Austria    |
|       | Maria Kirchgasser-Pichler | Austria    |
| 4     | Maelle Ricker             | Kanada     |
| 5     | Aurélie Tible             | Francja    |
| 6     | Marie Birkl               | Szwecja    |
| 7     | Ursula Fingerlos          | Austria    |
| 8     | Margherita Parini         | Włochy     |

#### Slalom gigant
- Data: 21 stycznia 1997

| Medal | Zawodniczka               | Narodowość        |
| ----- | ------------------------- | ----------------- |
|       | Sondra van Ert            | Stany Zjednoczone |
|       | Karine Ruby               | Francja           |
|       | Margherita Parini         | Włochy            |
| 4     | Heidi Renoth              | Niemcy            |
| 5     | Rosey Fletcher            | Stany Zjednoczone |
| 6     | Brigitte Petruzzi         | Włochy            |
| 7     | Maria Kirchgasser-Pichler | Austria           |
| 8     | Nathalie Desmares         | Francja           |
| ...   |                           |                   |
| 21    | Jagna Marczułajtis        | Polska            |
| 30    | Małgorzata Kukucz         | Polska            |
| 35    | Małgorzata Rosiak         | Polska            |
| 48    | Klaudyna Mikołajczyk      | Polska            |

#### Slalom równoległy
- Data: 25 stycznia 1997

| Medal | Zawodniczka                 | Narodowość        |
| ----- | --------------------------- | ----------------- |
|       | Dagmar Mair unter der Eggen | Włochy            |
|       | Karine Ruby                 | Francja           |
|       | Marie Birkl                 | Szwecja           |
| 4     | Marion Posch                | Włochy            |
| 5     | Heidi Renoth                | Niemcy            |
| 6     | Isabel Zedlacher            | Austria           |
| 7     | Alexandra Krings            | Austria           |
| 8     | Stacia Hookom               | Stany Zjednoczone |

#### Slalom
- Data: 23 stycznia 1997

| Medal | Zawodniczka                 | Narodowość |
| ----- | --------------------------- | ---------- |
|       | Heidi Renoth                | Niemcy     |
|       | Dagmar Mair unter der Eggen | Włochy     |
|       | Dorothée Fournier           | Francja    |
| 4     | Karine Ruby                 | Francja    |
| 5     | Isabel Zedlacher            | Austria    |
| 6     | Steffi Prentl               | Niemcy     |
| 7     | Claudia Riegler             | Austria    |
| 8     | Candice Drouin              | Kanada     |

#### Halfpipe
- Data: 24 stycznia 1997

| Medal | Zawodniczka          | Narodowość |
| ----- | -------------------- | ---------- |
|       | Anita Schwaller      | Szwajcaria |
|       | Christel Thoresen    | Norwegia   |
|       | Sabine Wehr-Hasler   | Niemcy     |
| 4     | Martina Tscharner    | Szwajcaria |
| 5     | Ariane Glaus         | Szwajcaria |
| 6     | Minna Hesso          | Finlandia  |
| 7     | Valerie Bourdier     | Francja    |
| 8     | Natasza Zurek        | Kanada     |
| ...   |                      |            |
| 29    | Małgorzata Kukucz    | Polska     |
| 38    | Klaudyna Mikołajczyk | Polska     |
| 39    | Anna Łuckoś          | Polska     |

## Klasyfikacja medalowa
| Miejsce | Państwo           |   |   |   | Razem |
| ------- | ----------------- | - | - | - | ----- |
| 1.      | Włochy            | 2 | 2 | 1 | 5     |
| 2.      | Niemcy            | 2 | 1 | 2 | 5     |
| 2.      | Stany Zjednoczone | 2 | 1 | 2 | 5     |
| 4.      | Szwajcaria        | 2 | 0 | 0 | 2     |
| 5.      | Francja           | 1 | 2 | 1 | 4     |
| 5.      | Austria           | 1 | 2 | 1 | 4     |
| 7.      | Szwecja           | 0 | 1 | 2 | 3     |
| 8.      | Finlandia         | 0 | 1 | 0 | 1     |
| 9.      | Norwegia          | 0 | 0 | 1 | 1     |